# Râpa de Piatră
Râpa de Piatră este un monument al naturii de tip geologic sau paleontologic în raionul Ștefan Vodă, Republica Moldova. Este amplasată în partea de nord-vest a satului Tudora, pe malul drept al fluviului Nistru la 190 m de acesta și este cea mai estică arie protejată de acest tip din țară. Are o suprafață de 2 ha, sau 7,27 ha conform unor aprecieri mai recente. Obiectul este administrat de Primăria satului Tudora.

## Descriere
Structura geologică a râpei începe cu nisipuri argiloase de culoare deschisă în partea inferioară, cu o grosime de cca. 8 m, de vârstă chersoniană și cu resturi de moluște Mactra bulgarica. Deasupra se găsesc argile nisipoase meoțiene, cu resturi scheletice ale unor reprezentanți ai faunei de hiparion de tip Valezian superior din Europa occidentală, descoperite în 1914 de savantul F. Frolov. Materialele osteologice colectate aici au fost studiate de mai mulți cercetători de peste hotare – Maria Pavlov, V. Krokos, F. Frolov, A. Reabinin, M. Macarovici, L. Gabunia ș.a. – și din Republica Moldova – A. Lungu, O. Redcozubov, A. Delinschi ș.a.
Osemintele extrase aparțin unor specimene de hiparion Hipparion tudorovense, rinocer-fără-coarne Aceratherium simplex, broască-țestoasă Testudo bessarabica, carnivore ca Hyaenihitherium venator și Adcrocuta eximia, antilopă Tragoportax amaltheus, mistreț Microstonyx major, cerb Cervavitus variabilis etc.

## Statut de protecție
Obiectivul a fost luat sub protecția statului prin Hotărîrea Sovietului de Miniștri al RSSM din 8 ianuarie 1975 nr. 5, iar statutul de protecție a fost reconfirmat de Legea nr. 1538 din 25 februarie 1998 privind fondul ariilor naturale protejate de stat. Deținătorul funciar al monumentului natural este Primăria satului Tudora.
Amplasamentul paleontologic este un reper al faunei de hiparion a Meoțianului superior din Basarabia. Prezintă interes pentru geologi, paleontologi și paleogeografi și are valoare instructivă.
Conform situației din anul 2016, nu sunt instalate borne de hotar împrejurul ariei protejate și lipsește orice panou informativ. Către 2018, au fost întreprinse unele măsuri de amenajare.